# Aphaenogaster mariae
Aphaenogaster mariae é uma espécie de inseto do gênero Aphaenogaster, pertencente à família Formicidae.